# جان کیتزهابر
جان کیتزهابر (انگلیسی: John Kitzhaber؛ زادهٔ ۵ مارس ۱۹۴۷) یک سیاست‌مدار اهل ایالات متحده آمریکا است.
کیتزهابر فرماندار ایالت اورگن از حزب دموکرات ایالات متحده آمریکا بود که در تاریخ ۱۰ ژانویه ۲۰۱۱ میلادی به عنوان فرماندار انتخاب شد و تا ۱۸ فوریه ۲۰۱۵ در این سمت باقی ماند.
کیتزهبر در ۱۳ فوریه ۲۰۱۵ در پی رسوایی مالی نامزدش از فرمانداری اورگن استعفا داد.